# Годунов, Степан Васильевич
Степан Васильевич Годунов († 1603 или 1605) — полковой воевода, наместник, окольничий (1576) и боярин (1584), дворецкий (1598), старший из четырёх сыновей Василия Петровича Годунова. Троюродный брат царя Бориса Фёдоровича Годунова.

## Биография

### Служба Ивану Грозному
В 1573 году служил 2-м воеводой в ливонском замке Феллин, при Василии Фёдоровиче Воронцове.
Не позднее апреля 1574 года пожалован в окольничие и участвовал в походе царя Ивана Грозного на Ливонию. В 1580 году присутствовал на 7-й свадьбе царя Ивана Грозного с Марией Фёдоровной Нагой.
Встречал и участвовал в торжественном приёме английского посла Д. Фута (12 января и 07 февраля 1584).

### Служба Фёдору Ивановичу
31 мая 1584 года, после смерти царя Ивана Грозного и вступления на царский престол его сына Фёдора Иоанновича, пожалован в бояре. Тогда же с ним безуспешно местничал Фёдор Михайлович Ласкирев. В феврале 1585 года участвовал в приёме литовского посла. В 1586 году воевода правой руки и костромской наместник.
В июле 1587 года вместе с князем Фёдором Михайловичем Троекуровым и дьяком Андреем Яковлевичем Щелкаловым отправлен на сейм в Варшаве, где должен был отстаивать интересы царя Фёдора Иоанновича, как одного из возможных претендентов на королевский престол Речи Посполитой. В сложной ситуации добился сепаратного перемирия с ВКЛ на 15 лет, однако общий договор не заключил, поскольку кандидатура царя Фёдора Ивановича на вакантный трон Речи Посполитой и условия унии, предлагаемые русской стороной, оказались неприемлемы для польско-литовской стороны.
В августе 1589 года водил в Новгород Великий полк правой руки. В том же году встречал крымского царевича Мурад Герая, а в августе того же года командовал полком правой руки. В октябре воевода в Великом-Новгороде.
Вначале 1590 года, в ходе русско-шведской войны 1590—1593 годов, участвует в царском походе на Нарву.
В июне 1591 года, при отражении крымского хана Газы Герая, был в полку правой руки «з боярином и воеводою со князем Микитою Романовичем Трубецким в товарищех боярин и воевода Степан Васильевич Годунов».
В 1592 году вместе с князем Фёдором Ивановичем Мстиславским, князьями Фёдором Михайловичем Трубецким, Тимофеем и Никитой Романовичами Трубецкими и братом Иваном Васильевичем Годуновым послан в поход на шведские владения в Финляндии, где русские войска выжгли несколько селений и городов, захватив несколько тысяч пленников. В походе был первым воеводой полка левой руки, а его брат И. В. Годунов — вторым воеводой большого полка.
В июне 1597 года ходил 2-м воеводой полка правой руки «на берег» Оки. В том же году находился во дворце в день приёма императорского посла Авраама, бургграфа Донавского.

### Служба Борису Годунову
В 1598 году первый воевода Большого полка у царевича Арслана-Али Кайбулича в царском походе к Серпухову против крымского хана Казы-Гирея Боры. В том же году получил звание дворецкого и стал заведовать приказом Большого дворца (1598—1605). В августе 1599 года участвовал в праздничном обеде в честь прибывшего в Москву шведского королевича Густава: «…за кушеньем сидел дворецкой Степан Васильевич Годунов». Вёл переговоры с польскими послами (23 ноября 1601) и датскими послами (18 декабря 1602).
Скончался († 1603). По другим данным, в июне 1605 года, по приказу Лжедмитрия I заключён в тюрьму, где и умер в этом же году.

## Семья
Женат на Анастасии, в иночестве Анна, происхождение которой неизвестно. Упоминается в чине 7-й свадьбы Ивана Грозного (1580). Похоронена в Ипатьевском монастыре.
Дети:
- Годунов, Степан Степанович († 1614) — воевода и окольничий.
- Годунов Тит Степанович — умер в младенчестве, похоронен в Ипатьевском монастыре.